# Bacino endoreico

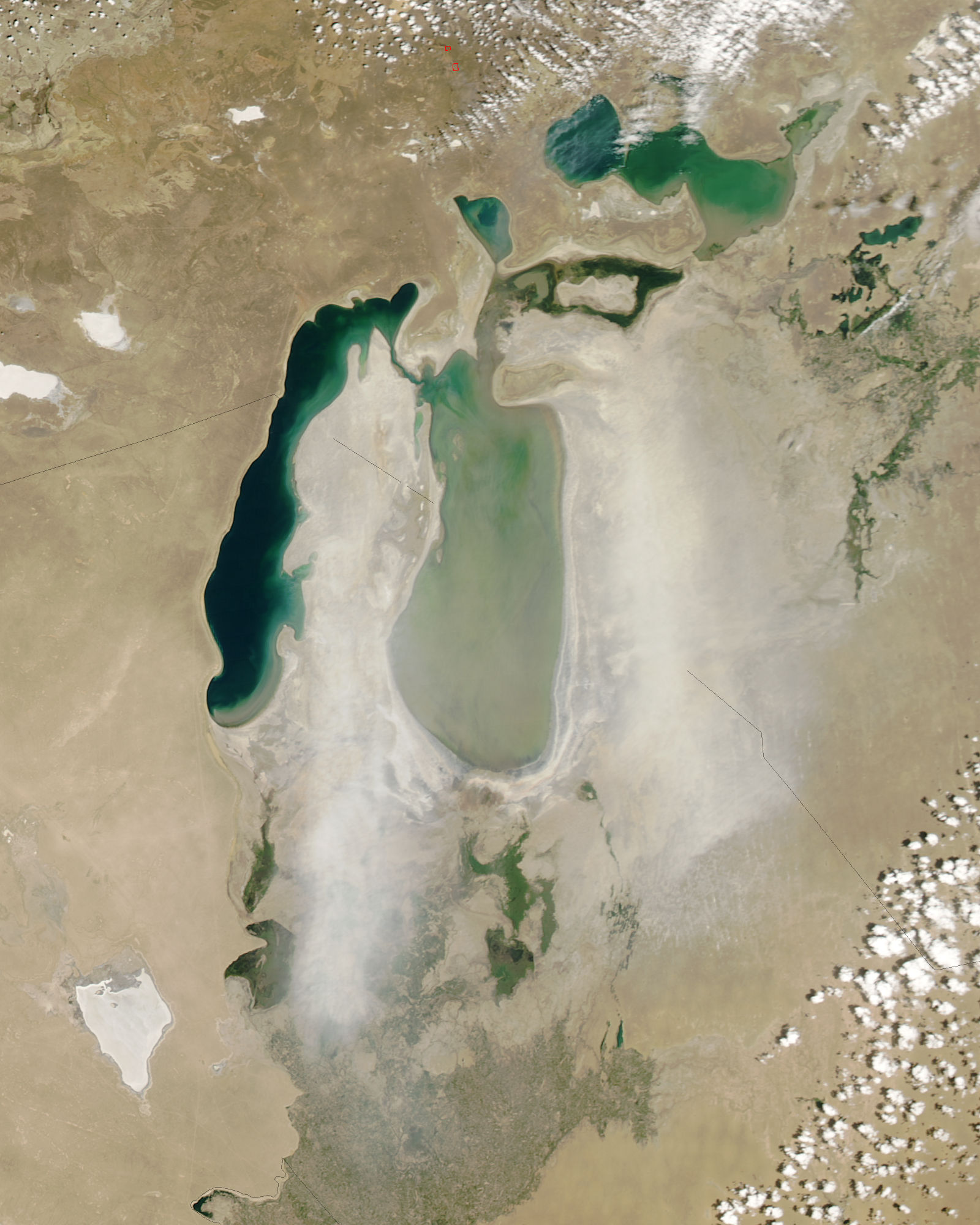
Una immagine del giugno 2006 di ciò che rimane del Lago d'Aral. Fonte: NASA Visible Earth site, https://web.archive.org/web/20061030164110/http://visibleearth.nasa.gov/.

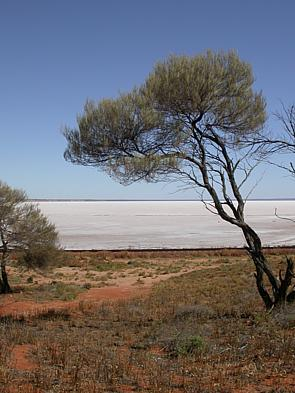
Vista del Lago Hart, lago endoreico nel deserto Sud Australiano.

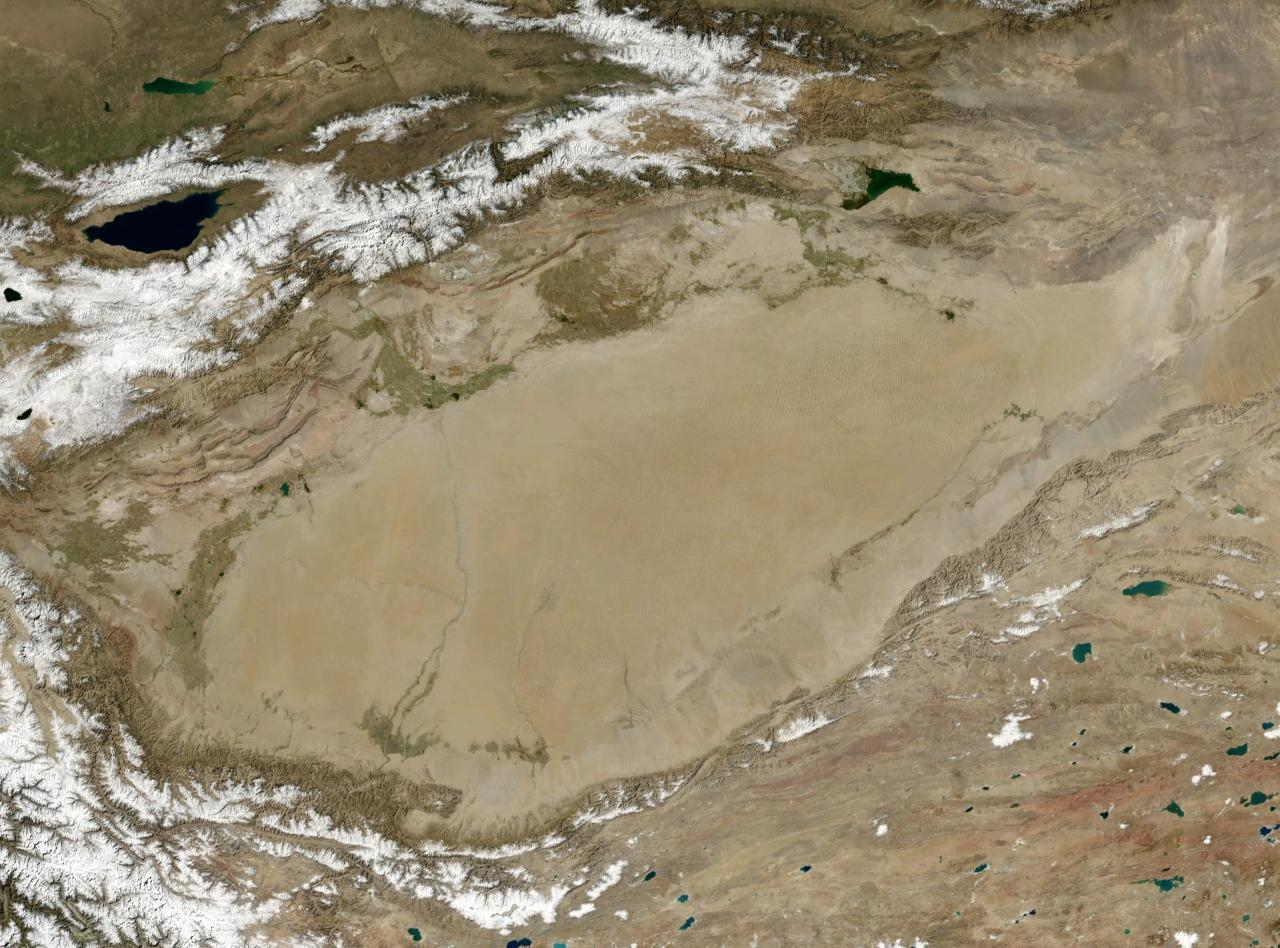
Foto NASA del bacino endoreico del Tarim

Un bacino endoreico è un bacino idrografico senza emissari. Solitamente, i bacini endoreici si rinvengono all'interno di vaste aree continentali, tettonicamente stabili, dove depressioni topografiche locali costituiscono un punto di convergenza del reticolo idrico drenante superficiale, con la conseguente formazione di laghi.
Il termine deriva dal greco ἔνδον (éndon), "all'interno" e ῥεῖν (rheîn), "scorrere".

## Descrizione

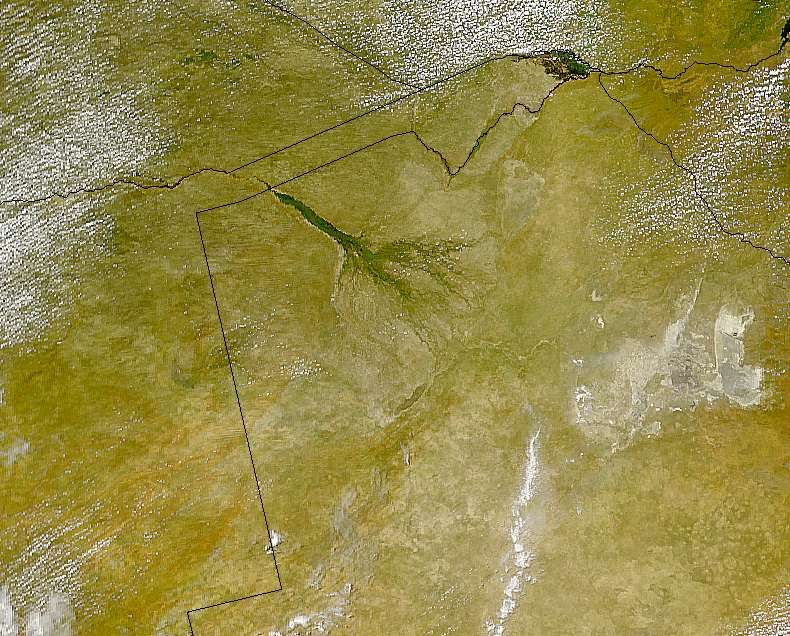
Il Delta dell'Okavango (centro) in Africa meridionale, dove l'Okavango si riversa nel deserto del Kalahari. L'area era un lago che aveva il fiume come immissario durante l'Era Glaciale (confini nazionali in sovrapposizione).

Questi laghi possono anche assumere dimensioni notevoli, nel caso di bacini endoreici molto estesi: esempi attualmente rilevanti sono il mar Caspio, il maggiore lago del mondo (371.000 km²), al centro di un bacino endoreico esteso su svariati milioni di chilometri quadrati che comprende, fra gli altri, i bacini imbriferi dei fiumi Volga e Ural.
Le regioni endoreiche possono svilupparsi in qualsiasi clima, ma si trovano principalmente in zone desertiche. In zone con maggiore precipitazione, l'erosione riparia tende a scavare canali di deflusso (in particolare durante le piene), o causa un aumento del livello idrico nel lago terminale finché non si scavalca la barriera orografica che delimita il bacino endoreico stesso. 
Il Mar Nero è stato potenzialmente un lago simile, un tempo indipendente dal sistema del mar Mediterraneo e poi unitosi una volta superato l'ostacolo orografico costituito dagli stretti dei Dardanelli e del Bosforo. Il bacino Harney in Oregon è solitamente estromesso dall'efflusso verso l'oceano, ma possiede un canale verso il fiume Malheur che si riattiva in anni di precipitazione elevata. Un esempio di lago interno che ha avuto grosse variazioni di superficie e volume di acqua è il Gran Lago Salato dello Utah, residuo del ben più vasto lago Bonneville che, in tempi passati, aveva una superficie di più di 10 volte quella attuale; in tempi molto più recenti, grosse variazioni di superficie hanno interessato il lago Ciad, al centro di un bacino endoreico nell'Africa saheliana. Esempi di regioni relativamente umide in bacini endoreici si concretizzano solitamente ad elevate quote. Queste regioni tendono ad essere paludose e sono soggette a considerevoli allagamenti negli anni più piovosi. L'area attorno Città del Messico è un caso simile, con una precipitazione annuale di 850 mm e caratterizzata da suolo estremamente saturo che richiede costante drenaggio.
La presenza e la quantità d'acqua raccolta nel lago al centro di un bacino endoreico sono principalmente funzione delle condizioni climatiche della regione entro cui si trova, che condizionano il bilancio fra precipitazioni ed evaporazione. Per questo motivo, questi specchi d'acqua possono manifestare grosse variazioni di superficie, non solo in tempi lunghi nel corso della loro storia, ma anche su tempi dell'ordine di pochi mesi, seguendo variazioni dell'andamento meteorologico stagionale. Lo stesso rapporto fra precipitazioni ed evapotraspirazione governa l'andamento del parametro salinità, che dipende però anche dalla litologia del bacino. I laghi che costituiscono il centro di un bacino endoreico di ridotte dimensioni, in zone aride o subaride, sono generalmente effimeri, dal momento che scompaiono durante il periodo dell'anno in cui si ha maggiore evaporazione. Esistono casi estremi di bacini endoreici in cui si ha solo eccezionalmente scorrimento di acqua e formazione di laghi, in risposta all'instaurarsi di condizioni climatiche del tutto anormali, come è il caso di alcuni laghi formatisi per alcuni mesi in determinate aree delle Ande peruviane, cilene e boliviane come conseguenza di pesanti e insolite piogge, cadute in aree solitamente aridissime in seguito a episodi di El Niño particolarmente intensi.
Le zone endoreiche tendono ad essere molto lontane dal mare, e vengono solitamente definite da montagne od altri elementi orografici che ne chiudono l'accesso agli oceani. Dato che l'acqua in ingresso può essere persa solo attraverso percolazione profonda od evaporazione, precipitazioni minerali ed altri prodotti possono raccogliersi nel bacino, portando alla formazione di acque molto saline e rendendo il bacino più vulnerabile all'inquinamento. Nei vari continenti è diversa la concentrazione di regioni endoreiche a causa delle differenti condizioni geo-climatiche. L'Australia ha la più elevata percentuale di area in bacino endoreico (21%) contro il Nord America che ha la minore (5%). Circa il 18% della Terra drena verso mari o laghi endoreici.

## Principali laghi e bacini endoreici

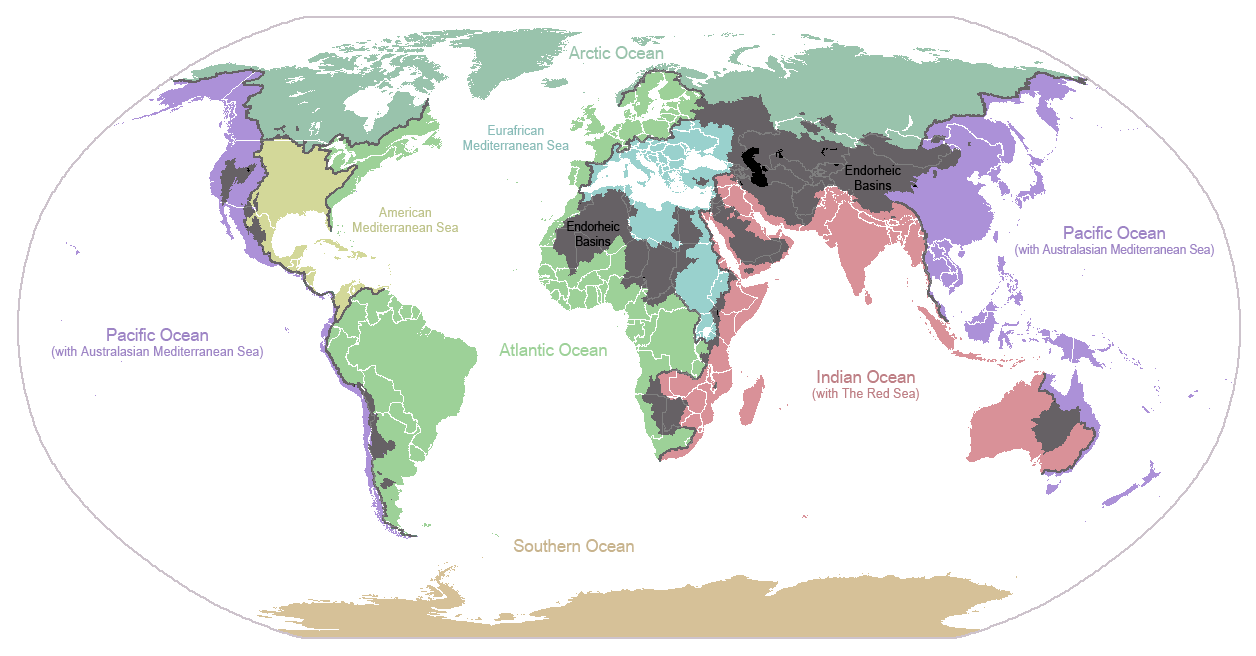
Maggiori bacini endoreici del mondo. I bacini sono quelli in grigio scuro; i maggiori laghi sono invece in nero. Le regioni colorate rappresentano le maggiori regioni esoreiche che drenano negli oceani. Gli spartiacque continentali sono indicati dalle linee nere.

### Antartide

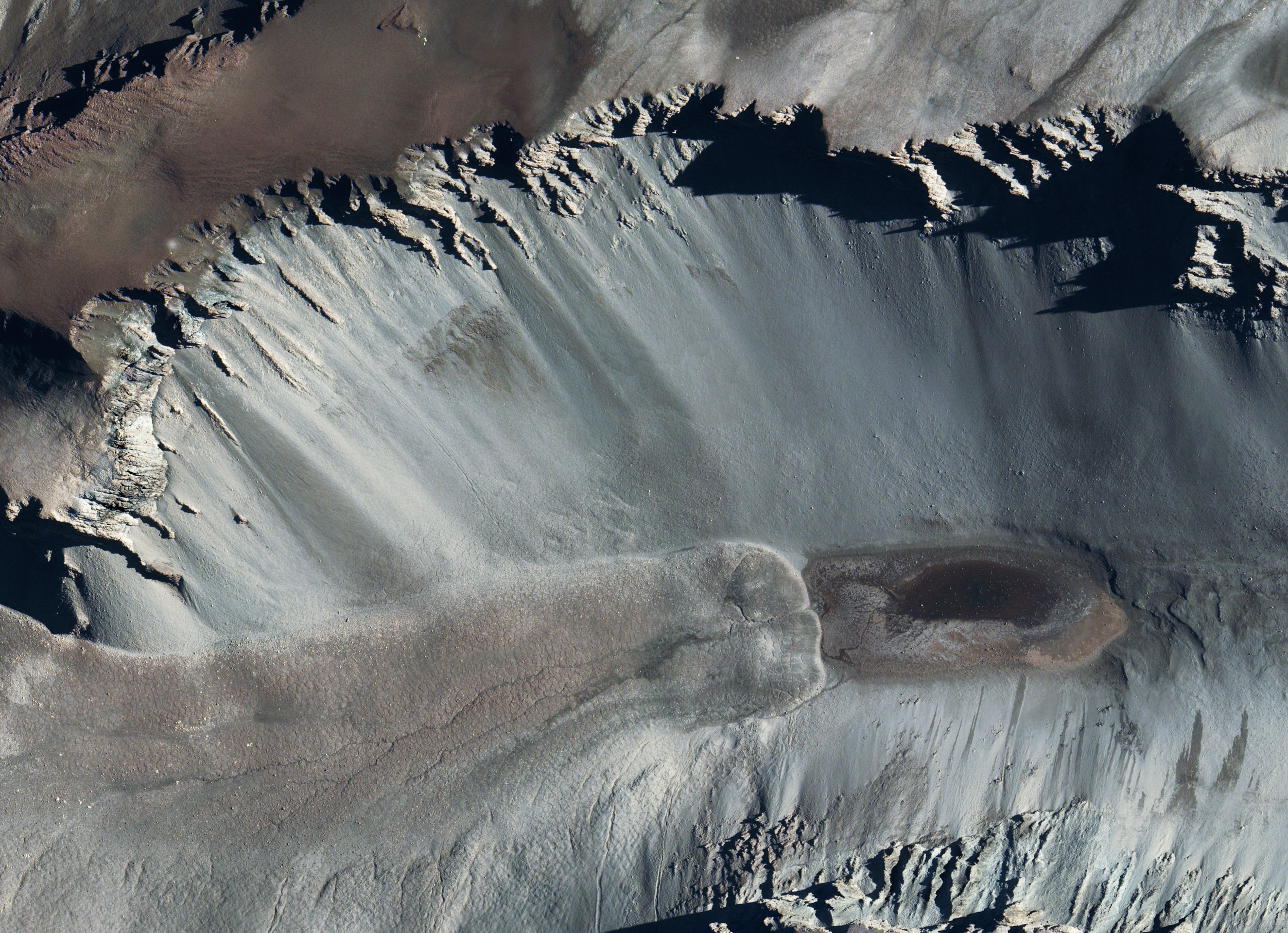
Lago Don Juan in Antartide

I laghi endoreici in Antartide si trovano nelle Valli secche McMurdo, nella Terra della Regina Vittoria, la più grande zona senza ghiaccio in Antartide.
- Lago Don Juan nella Valle di Wright è alimentato dall'acqua sotterranea proveniente da un ghiacciaio e rimane non ghiacciato durante tutto l'anno.
- Lago Vanda nella Valle di Wright ha una copertura glaciale perenne, i bordi della quale si sciolgono in estate consentendo l'influsso dal più lungo fiume dell'Antartide, l'Onyx. Il lago è più profondo di 70 m ed è ipersalino.
- Lago Bonney è nella Valle di Taylor ed ha una copertura glaciale perenne e due lobi separati dal Bonney Riegel. Il lago è alimentato dalla fusione glaciale e dal flusso dalle Cascate di sangue. La sua storia glaciale unica è risultata in una brina ipersalina nelle acque più profonde ed acqua dolce in superficie.
- Lago Hoare, nella Valle di Taylor, è il più dolce delle Valli secche, dato che riceve acqua quasi esclusivamente dal Ghiacciaio Canada. Ha una copertura glaciale e forma un fossato durante l'estate Australe.
- Lago Fryxell è vicino al Mare di Ross nella Valle di Taylor. Il lago ha una copertura glaciale e riceve le sue acque da numerosi ghiacciai per circa 6 settimane l'anno. La sua salinità cresce con la profondità.

### Asia

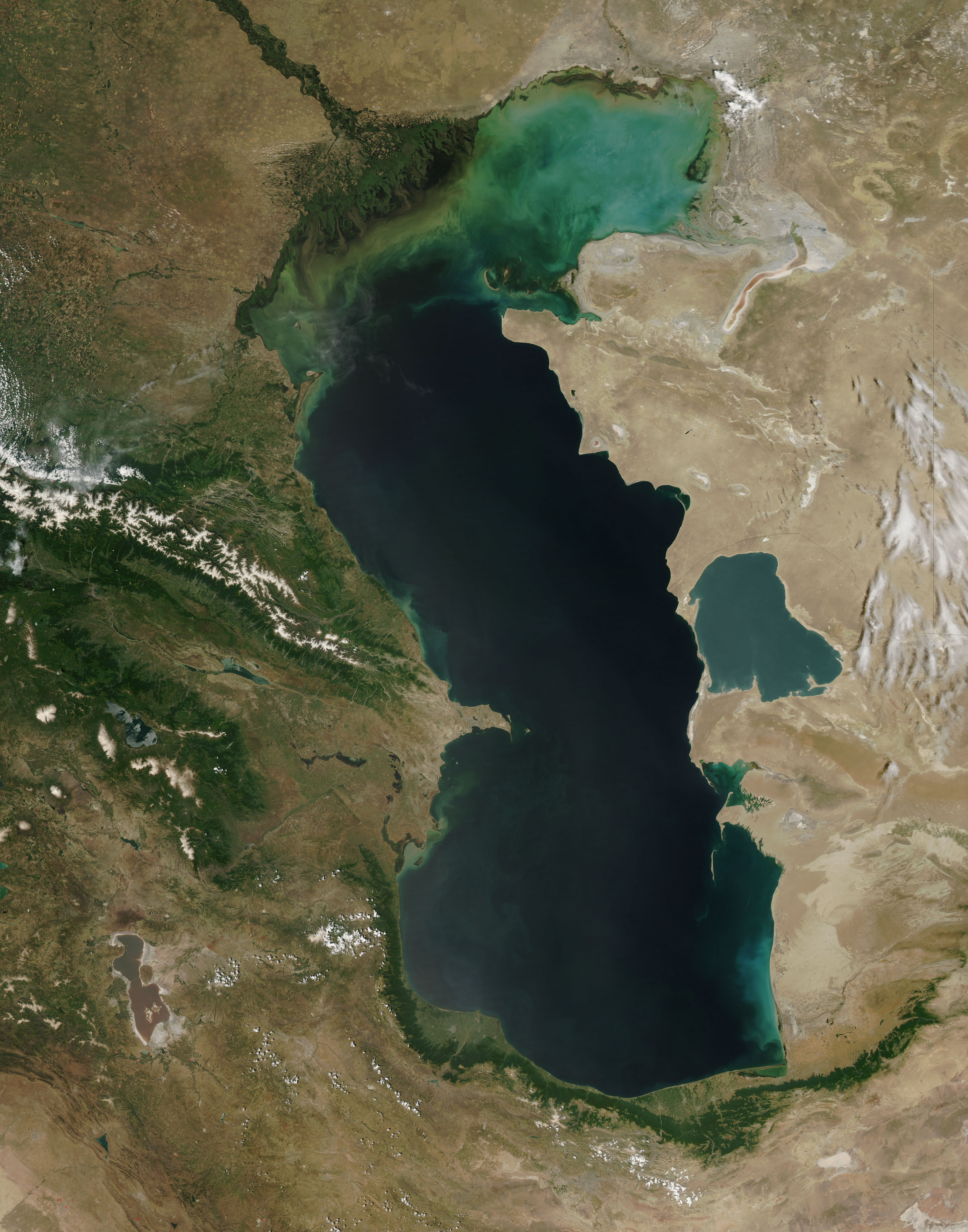
Mar Caspio

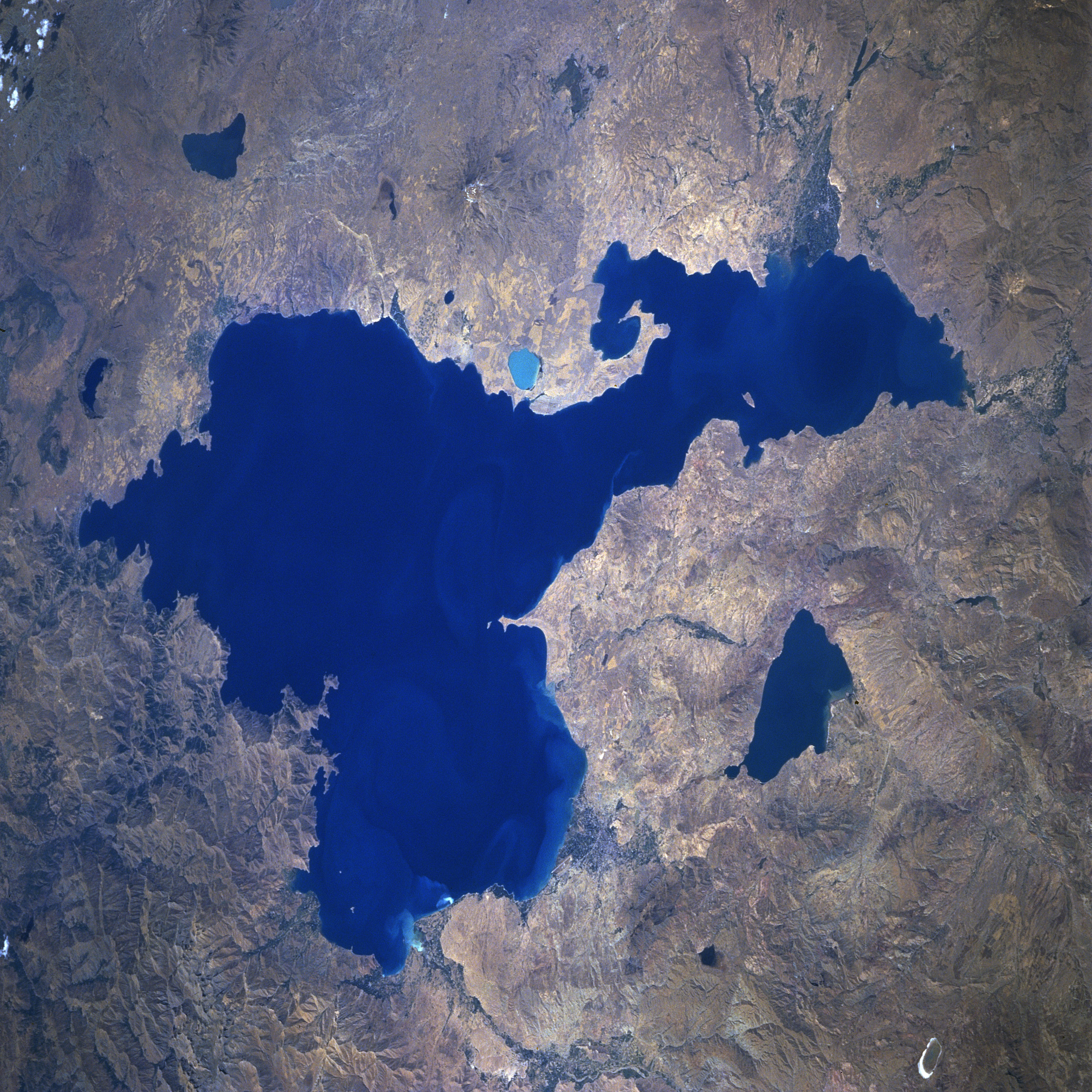
Lago di Van, Turchia

Gran parte dell'Asia centrale ed occidentale è una grande regione endoreica costituita da una serie di bacini chiusi contigui.
- Il mar Caspio, mare senza sbocchi e la più grande massa d'acqua chiusa sulla Terra. Una gran parte dell'Est Europa, drenata dal Volga, è parte del suo bacino.
- Lago di Urmia nella provincia Iraniana dell'Azerbaigian Occidentale.
- Lago di Van in Turchia nella regione dell'Anatolia Orientale.
- Il lago d'Aral, i cui immissari sono stati deviati, causando un drammatico ritiro del lago. Il disastro ecologico risultante ha portato all'attenzione dell'opinione pubblica le condizioni critiche dei bacini endoreici.
- Lago Balqaš, in Kazakistan.
- Ysyk-Köl, Songköl, and Čatyr-Köl in Kirghizistan.
- Lop Nur, nel bacino del Tarim nello Xinjiang cinese.
- Il bacino della Zungaria nello Xinjiang, separato dal Tarim dal Tian Shan. Il più importante lago terminale è il Lago di Manas.
- Qaidam, nella provincia di Qinghai, Cina, così come il vicino Lago Qinghai.
- Sistan, che si estende in Iran ed Afghanistan
- Pangong Tso ed Aksai Chin sul confine fra Cina ed India.
- Molti piccoli laghi e fiumi dell'altopiano iranico, come le paludi di Gavkhouni ed il Lago Namak.
- Il Mar Morto, il punto in superficie più basso sulla Terra ed uno dei corpi idrici più salati, fra Israele e Giordania.
- Il Lago Sambhar, nel Rajasthan, India nord-occidentale
- Sabkhat al-Jabbul, vaste distese salate ed un lago di 100 km² in Siria.
- Solar Lake, nel Sinai, vicino al confine fra Israele ed Egitto.
- Il Lago Salato, in Turchia, nella parte meridionale della Regione dell'Anatolia Centrale.
- Lago Sawa in Iraq, nel Governatorato di al-Muthanna.

### Australia

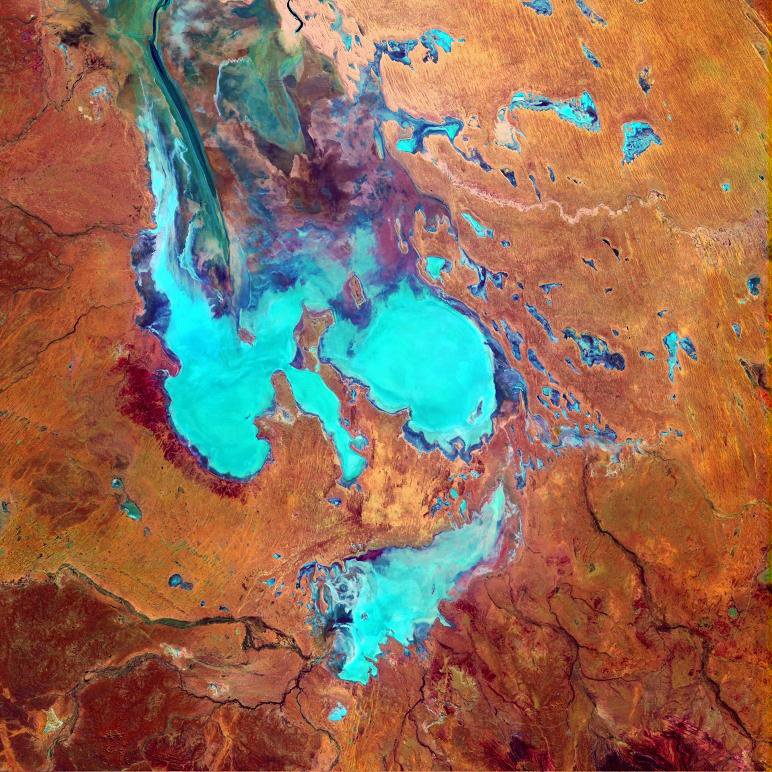
Un'immagine satellitare a falsi colori del Lago Eyre in Australia
Fonte: NASA's Earth Observatory

L'Australia, essendo molto secca ed avendo rapporti di deflusso molto bassi a causa dei suoi suoli antichissimi, ha molte regioni endoreiche.
- Lago Eyre.
- Lago Torrens, un lago endoreico ad ovest dei Monti Flinders in Australia meridionale, che scorre verso il mare in caso di eventi meteorici estremi.
- Lago Corangamite, un lago vulcanico molto salino nel Victoria occidentale.
- Lake George, precedentemente connesso al Bacino Murray-Darling.

### Africa

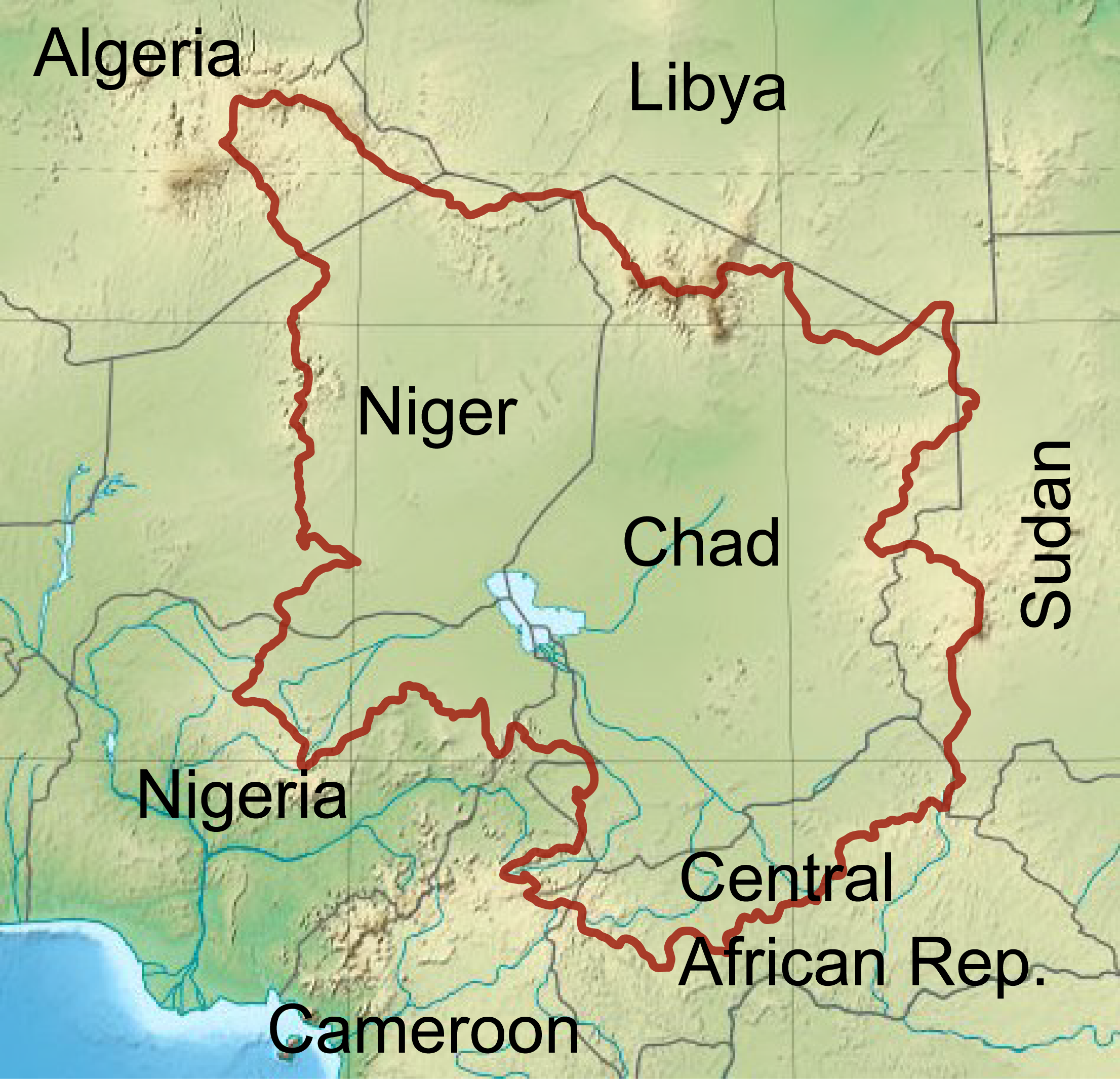
Bacino del Ciad

Vaste zone endoreiche in Africa sono presenti nel Deserto del Sahara, nel Sahel, nel Deserto del Kalahari e nel Rift dell'Africa orientale:
- Bacino del Ciad, nel centro dell'Africa settentrionale. Copre un'area di circa 2.434 milioni di km².
- Depressione di Qattara, in Egitto.
- Chott Melrhir, in Algeria.
- Chott el Jerid, in Tunisia.
- L'Okavango, nel deserto del Kalahari, è parte di una regione endoreica che include anche il Delta dell'Okavango, il Lago Ngami, il fiume Nata ed i Laghi salati del bacino dello Zambesi.
- Le Praterie alofile dell'Etosha Pan in Namibia.
- Il Bacino Turkana, in Kenya, che include l'Omo in Etiopia.
- Lago Chilwa, in Malawi.
- Dancalia, in Eritrea, Etiopia, e Gibuti, che contiene il fiume Auasc.
- Alcuni laghi della Rift Valley.
- Lago Mweru Wantipa, in Zambia.
- Lago Magadi, in Kenya.

### America Settentrionale e Centrale

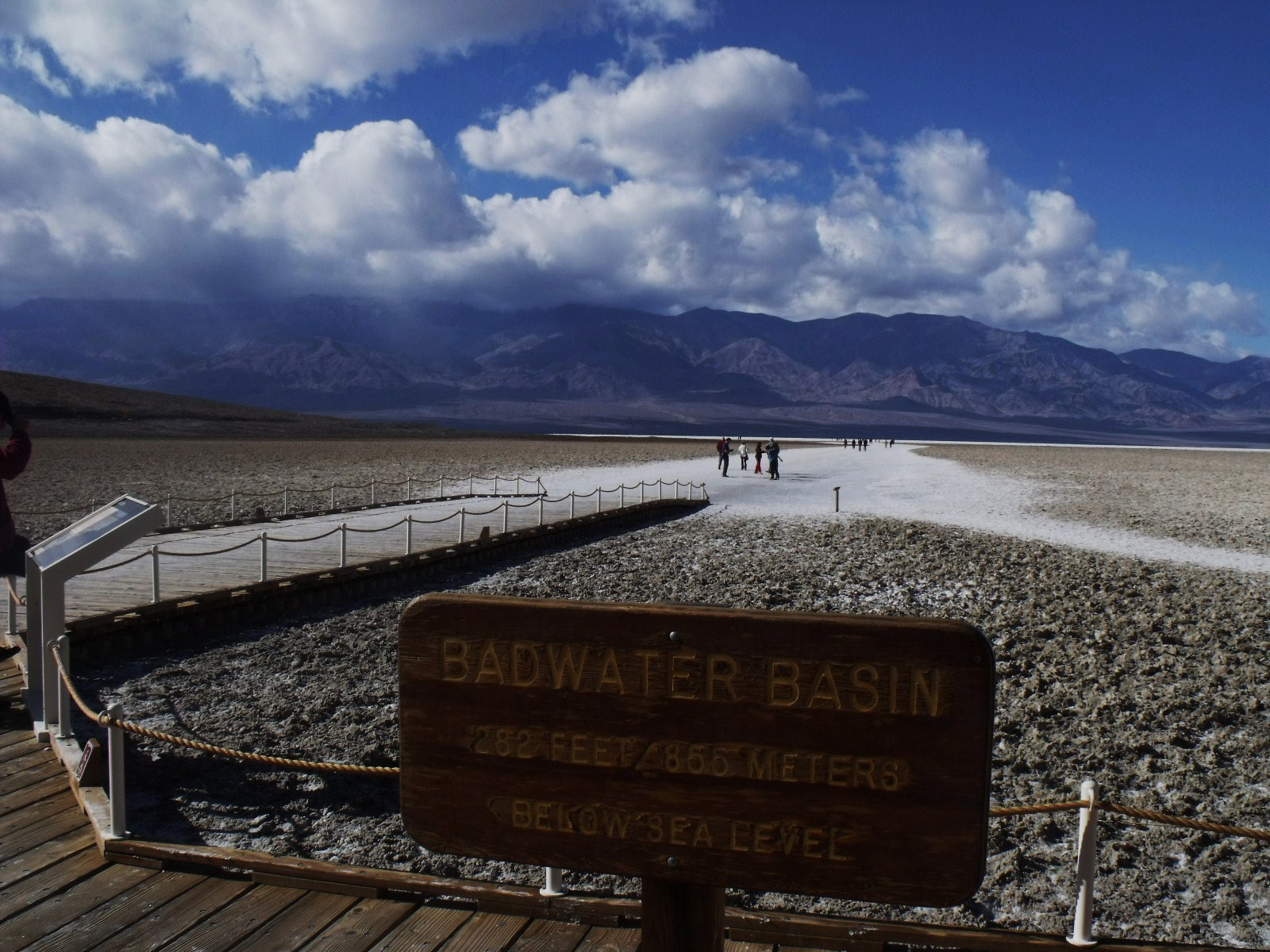
Il lago asciutto nel Bacino di Badwater nella Valle della Morte

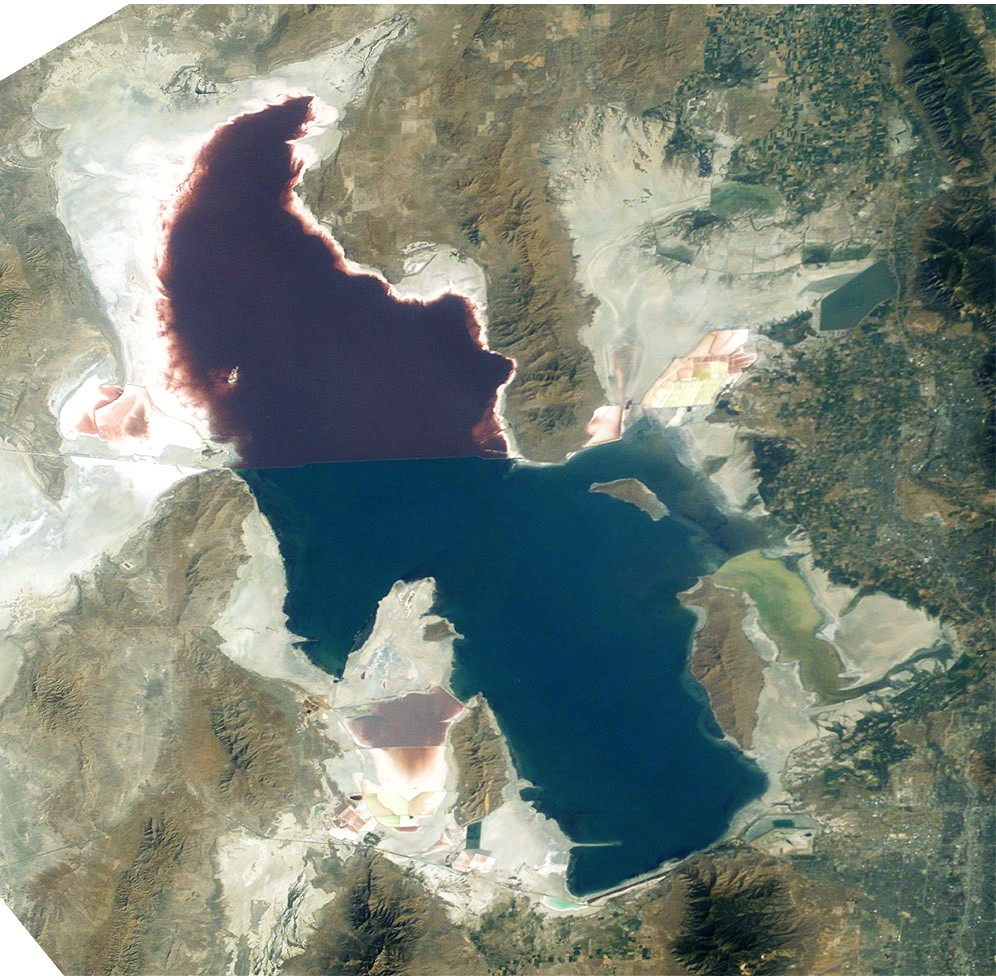
Gran Lago Salato, foto satellitare (2003) dopo cinque anni di siccità

- Il Gran Bacino è il bacino endoreico più grande dell'America del Nord ed il terzo mondiale, esteso su quasi tutto il Nevada, la gran parte di Oregon e Utah, e parti di California, Idaho e Wyoming. Al suo interno c'è la Valle della Morte, il luogo più caldo sulla Terra; il Deserto Black Rock e le Bonneville Salt Flats; il Gran Lago Salato, resto del Lago Bonneville[7].
- La Valle del Messico. In epoca pre-Colombiana, la valle ospitava cinque laghi, fra cui il Lago di Texcoco ed il Lago di Xochimilco.
- Il Bacino di Guzmán, nel Messico settentrionale e Stati Uniti sudoccidentali.
- Il Lago Atitlán, nelle serre del Guatemala.
- Il Lago di Coatepeque, El Salvador.
- Bolsón de Mapimí, nel Messico settentrionale.
- Willcox Playa in Arizona meridionale.
- Tulare Lake nell'estremità meridionale della Valle di San Joaquin

### Europa
Nonostante una gran parte d'Europa dreni nel Mar Caspio, il clima umido implica una bassa incidenza di laghi terminali endoreici. Un riempimento eccessivo che causi stramazzo verso un bacino esoreico è infatti la situazione più probabile. Le eccezioni, tuttavia, sono:
- Lago di Neusiedl, in Austria ed Ungheria.
- Lago Trasimeno, in Italia.
- Fucino, in Italia, ora asciutto.
- Lago di Velence, in Ungheria.
- Lago Prespa, fra Albania, Grecia e Macedonia del Nord.
- Laacher See, in Germania.
- L'Oropedio Lasithiou a Creta, Grecia, è un plateau endoreico elevato.

Tutti questi laghi sono drenati, tuttavia, o attraverso canali artificiali o a causa di fenomeni carsici. Laghi endoreici minori sono presenti in tutti i paesi attorno al Mediterraneo, come Spagna (come il Lago di Banyoles), Italia, Cipro e Grecia.

### Sud America

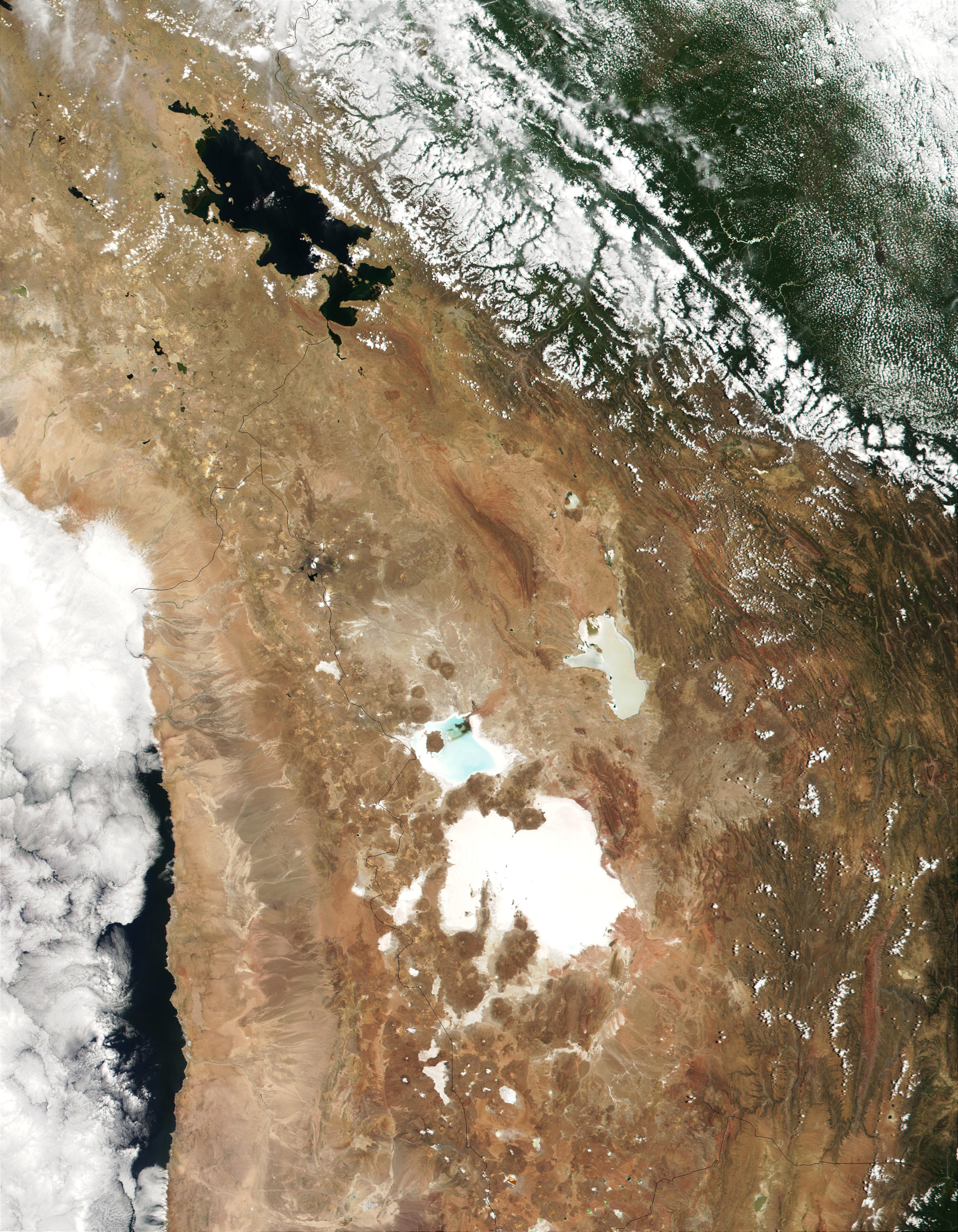
Immagine da MODIS del 4 novembre 2001 con il Lago Titicaca, il Salar de Uyuni ed il Salar de Coipasa.

- Laguna del Carbón, nel Gran Bajo de San Julián, Argentina – il punto più basso negli emisferi Occidentale e Meridionale.
- Mar Chiquita in Argentina.
- Lago di Valencia, in Venezuela.
- Salar de Atacama, nel Deserto di Atacama, Cile.

### Antichi
- Il Mar Nero, sino alla sua unione al Mediterraneo.
- Il Mar Mediterraneo stesso e tutti i suoi bacini immissari, durante l'essiccamento messiniano (circa 5 milioni di anni fa).
- Il Bacino Orcadiano in Scozia durante il periodo Devoniano. Ora identificabile tramite sedimenti lacustri seppelliti attorno alla costa.
- Lago Tanganica in Africa. Attualmente sufficientemente alto per connettersi ai fiumi circostanti.
- Lago Lahontan in America del Nord.
- I bacini dell'Ebro e del Duero, che drenava il grosso della Spagna settentrionale durante il Neogene e probabilmente il Pliocene. Il cambiamento climatico e l'erosione delle montagne costiere catalane, così come l'obliterazione del fondo lago a causa della deposizione alluvionale, hanno consentito all'Ebro di sfociare in mare verso il tardo Miocene.